# Hiisi (satélite)
Hiisi (designação provisória S/2007 (47171) 1) é — dependendo da definição — o componente menor em apenas 7,6% ou o maior satélite natural interno do objeto transnetuniano 47171 Lempo. Este objeto tem cerca de 258 km de diâmetro.
A descoberta desse componente levou ao primeiro sistema múltiplo de corpos menores conhecido no cinturão de Kuiper. Com uma característica especial, os três componentes são de tamanho comparável.

## Descoberta
Hiisi foi descoberto por uma equipe de astrônomos em outubro de 2007, após examinar imagens do sistema capturadas pelo telescópio espacial Hubble. A descoberta foi anunciada em outubro de 2007; o satélite recebeu a designação provisória S/2007 (47171) 1. A descoberta foi confirmada em 2009.

## Nome
Em 5 de outubro de 2017, o Minor Planet Center anunciou o nome Hiisi. Hiisi é — assim como Paha — um dos ajudantes de Lempo, um deus demoníaco da mitologia finlandesa. Os outros dois componentes do sistema receberam os nomes de Lempo e Paha.